# كريستيان ماكون
كريستيان ماكون (بالإسبانية: Christian Makoun)‏ (5 مارس 2000 ببلنسية في فنزويلا - ) هو لاعب كرة قدم فنزويلي في مركز الوسط.

## روابط خارجية
- كريستيان ماكون على موقع الدوري الأمريكي (الإنجليزية)
- كريستيان ماكون على موقع قاعدة بيانات كرة القدم.إي يو (الإنجليزية)
- كريستيان ماكون على موقع ناشيونال فوتبول تيمز (الإنجليزية)
- كريستيان ماكون على موقع Soccerway.com (الإنجليزية)
- كريستيان ماكون على موقع AS.com (الإسبانية)